# Marc Vitse
Marc Vitse es un profesor e hispanista francés. 

## Biografía
Catedrático de Literatura española en la Universidad de Toulouse Jean Jaurès, antigua Universidad de Toulouse - Le Mirail, Toulouse II, y director del equipo de investigación Littérature Espagnole Médiévale et du Siècle d'Or. Creó en 1987, y dirigió hasta 1997, Presses Universitaires du Mirail. Fundó en 1998, y codirige con Ignacio Arellano y Cristoph Strosetzki, la colección Biblioteca Áurea Hispánica. Fue fundador de la revista Criticón sobre teatro del Siglo de Oro español. Pertenece a la Asociación Internacional de Teatro Español y Novohispano de los Siglos de Oro (AITENSO) y la Asociación Internacional Siglo de Oro (AISO), de la que es secretario general y tesorero. Ha editado quince obras colectivas y escrito varios libros, dos de ellos sobre teatro español, y publicado más de sesenta artículos especializados. Desde 2001 es profesor emérito de la Universidad de Toulouse.